# Jan Zach

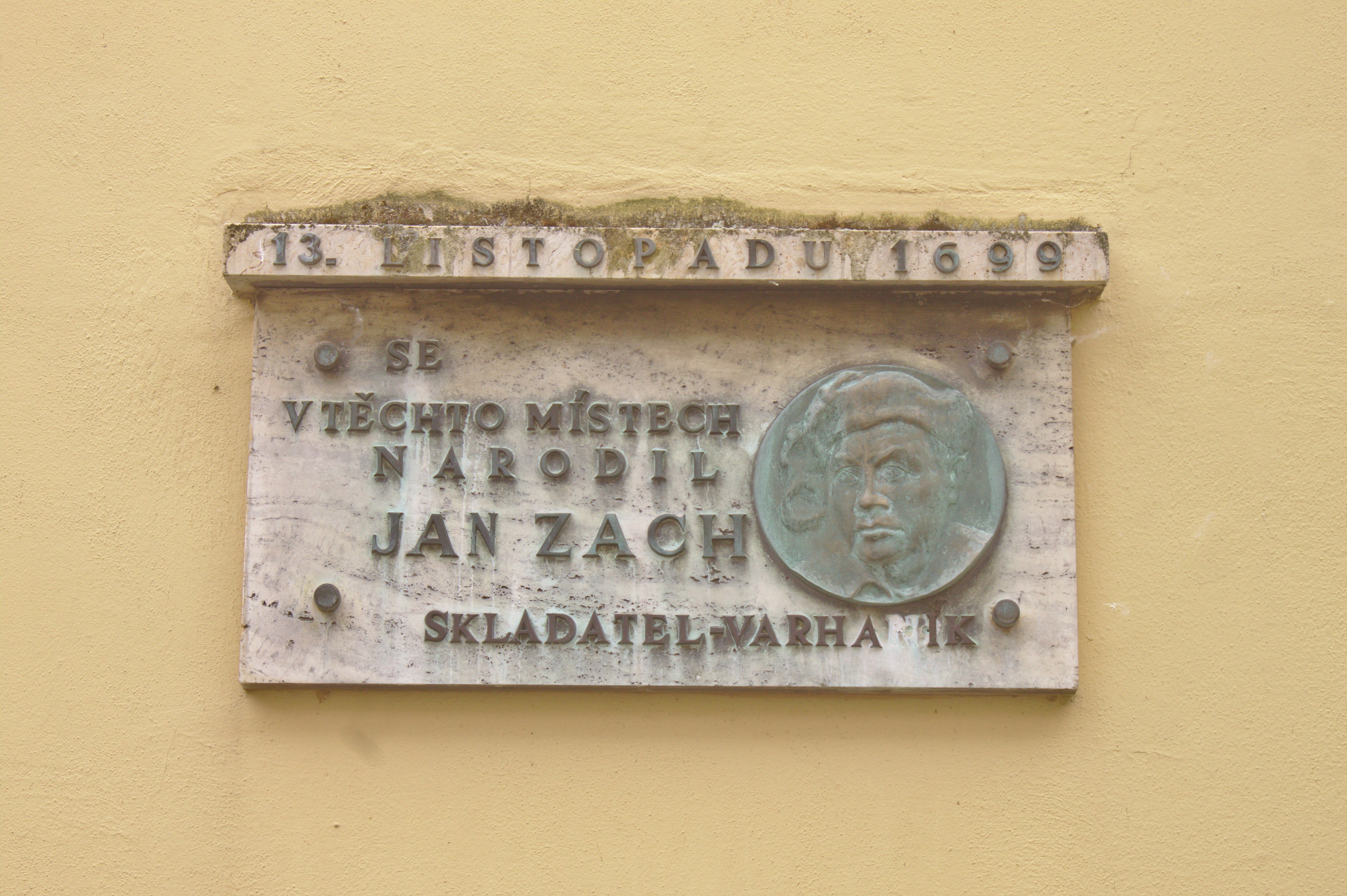
Pamětní deska na zdi čelákovické tvrze

Jan Zach (26. listopadu 1713 Dehtáry – 24. května 1773 Ellwangen) byl český hudební skladatel, varhaník a houslista. Ve starší literatuře je jako datum jeho narození uváděn rok 1699, avšak objev nového data narození v matrice jej přiřadil ke generaci českých předklasických skladatelů.

## Životopis
Roku 1737 se neúspěšně ucházel o místo hudebního ředitele v katedrále sv. Víta v Praze. Roku 1745 Prahu opustil a stal se kapelníkem v německé Mohuči, kde nastoupil po českém předchůdci Janu Ondráčkovi. Toto místo ztratil roku 1750, avšak na arcibiskupském dvoře v Mohuči zůstal po dalších šest let.
Od roku 1756 neměl stálé zaměstnání a živil se na cestách po Evropě získáváním honorářů za své skladby. Kromě dalších německých měst navštívil zejména Itálii a Rakousko.
Jeho první skladby nesou charakteristiky barokního stylu, později však skládal více v duchu nově vznikajícího období klasicistní hudby.

## Dílo
- 36 symfonií
- 14 koncertů
- varhanní skladby (Preludium a fuga c moll)
- komorní skladby
- asi tři desítky mší
- Rekviem c moll pro sóla, sbor a orchestr
- další duchovní díla